# 城关镇 (紫阳县)
城关镇，是中华人民共和国陕西省安康市紫阳县下辖的一个乡镇级行政单位。

## 行政区划
城关镇下辖以下地区：
东城街道社区门社区、会仙桥街道社区、环城路街道社区、河堤路街道社区、新桃村、新田村、太坪村、青中村、全安村、楠木村、天星村、西门河村、大力滩村、双坪村、和平村、双台村、塘磨子沟村、马道村和富家村。